# Punto e virgola (album)
Punto e virgola è una raccolta di Fabio Concato, pubblicata nel 1991 dalla Philips.
Rappresenta, come da titolo, una pausa e un riepilogo della carriera del cantautore milanese fino a quel momento.

## Tracce
Testi e musica di Fabio Concato
- Domenica bestiale
- Ti ricordo ancora
- Fiore di maggio
- Rosalina
- Guido piano
- Tienimi dentro te
- A Dean Martin
- Tornando a casa
- Ti muovi sempre
- Speriamo che piova
- Sexy tango
- 051/222525